# Mieczysław Kmieciak
Mieczysław Kmieciak (ur. 1 grudnia 1958 w Rybniku) – polski żużlowiec.
Występował na torach żużlowych w latach 1975-1979, broniąc barw ROW Rybnik. W 1977 i 1978 sięgnął po Brązowy Kask. W 1978 wystąpił w finale mistrzostw świata juniorów w Lonigo, gdzie zajął 14. miejsce. Karierę zawodniczą zakończył po pięciu latach startów ze względu na liczne kontuzje.